# Briac Dark
Briac Dark, född 28 mars 2011, är en fransk varmblodig travhäst. Han tränades under sin karriär av Thierry Duvaldestin och kördes oftast av Matthieu Abrivard eller David Thomain. Han tränades och kördes tidigare av Franck Anne.
Briac Dark började tävla 2014. Han sprang under sin karriär in 820 790 euro på 56 starter varav 9 segrar, 8 andraplatser och 4 tredjeplatser. Han tog karriärens största seger i Prix de Belgique (2017). Han har även kommit på andraplats i stora lopp som Critérium des 4 ans (2015), Prix Octave Douesnel (2015) och Prix de Paris (2017) samt på tredjeplats i Prix de Bourgogne (2017) och Prix de Paris (2018).
Han har deltagit i världens största travlopp Prix d'Amérique två gånger, 2017 och 2018. Han kom på femteplats båda gångerna.